# Categoría Primera A de 2015
A Categoría Primera A de 2015 foi o torneio da Primeira Divisão do Campeonato Colombiano da temporada de 2015. O torneio foi realizado como suas edições anteriores, com os torneios Apertura (entre 30 de janeiro e 7 de junho)  e Finalización (entre 12 de julho e 20 de dezembro). Nessa edição, o torneio teve uma pausa entre os dias 8 de junho e 11 de julho devido a realização da Copa América de 2015.

## Participantes
| Equipe                 | Cidade          | Estádio (mando)                        | Capacidade |
| ---------------------- | --------------- | -------------------------------------- | ---------- |
| Águilas Doradas        | Itagüí          | Estádio Hernán Ramírez Villegas        | 30,313     |
| Alianza Petrolera      | Barrancabermeja | Estádio Daniel Villa Zapata            | 8 000      |
| Atlético Huila         | Neiva           | Estádio Guillermo Plazas Alcid         | 27,000     |
| Atlético Nacional      | Medellín        | Estádio Atanasio Girardot              | 45,087     |
| Cortuluá               | Tuluá           | Estádio Doce de Octubre                | 16,000     |
| Cúcuta Deportivo       | Cúcuta          | Estádio General Santander              | 42,901     |
| Deportes Tolima        | Ibagué          | Estádio Manuel Murillo Toro            | 31,000     |
| Deportivo Cali         | Cáli            | Estádio Deportivo Cali                 | 55,000     |
| Deportivo Pasto        | Pasto           | Estádio Departamental Libertad         | 20,700     |
| Envigado F.C.          | Envigado        | Estádio Polideportivo Sur              | 14,000     |
| Independiente Medellín | Medellín        | Estádio Atanasio Girardot              | 45,087     |
| Jaguares               | Montería        | Estádio Municipal de Montería          | 8,000      |
| Junior                 | Barranquilha    | Estádio Metropolitano Roberto Meléndez | 60,000     |
| La Equidad             | Bogotá          | Estádio Metropolitano de Techo         | 15,000     |
| Millonarios            | Bogotá          | Estádio El Campín                      | 36,343     |
| Once Caldas            | Manizales       | Estádio Palogrande                     | 36,553     |
| Boyacá Chicó           | Tunja           | Estádio La Independencia               | 21,000     |
| Patriotas              | Tunja           | Estádio La Independencia               | 21,000     |
| Independiente Santa Fe | Bogotá          | Estádio El Campín                      | 65,000     |
| Uniautónoma            | Barranquilha    | Estádio Metropolitano Roberto Meléndez | 50,000     |

## Torneio Apertura

### Classificação
| Pos | Equipes                | Pts | J  | V  | E  | D  | GM | GS | SG  | Classificação ou rebaixamento     |
| --- | ---------------------- | --- | -- | -- | -- | -- | -- | -- | --- | --------------------------------- |
| 1   | Atlético Huila         | 41  | 20 | 12 | 5  | 3  | 33 | 22 | 11  | Classificados às Quartas de Final |
| 2   | Envigado F.C.          | 36  | 20 | 10 | 6  | 4  | 21 | 13 | 8   | Classificados às Quartas de Final |
| 3   | Deportivo Cali         | 35  | 20 | 10 | 5  | 5  | 36 | 24 | 12  | Classificados às Quartas de Final |
| 4   | Independiente Medellín | 35  | 20 | 19 | 5  | 5  | 31 | 22 | 9   | Classificados às Quartas de Final |
| 5   | Millonarios            | 34  | 20 | 9  | 7  | 4  | 36 | 23 | 13  | Classificados às Quartas de Final |
| 6   | Atlético Nacional      | 34  | 20 | 10 | 4  | 6  | 33 | 24 | 9   | Classificados às Quartas de Final |
| 7   | Tolima                 | 33  | 20 | 9  | 6  | 5  | 29 | 16 | 13  | Classificados às Quartas de Final |
| 8   | Junior                 | 33  | 20 | 9  | 6  | 5  | 27 | 16 | 11  | Classificados às Quartas de Final |
| 9   | Independiente Santa Fe | 31  | 20 | 8  | 7  | 5  | 29 | 19 | 10  |                                   |
| 10  | Águilas Doradas        | 30  | 17 | 8  | 6  | 6  | 23 | 16 | 7   |                                   |
| 11  | Patriotas              | 27  | 20 | 7  | 6  | 7  | 17 | 18 | -1  |                                   |
| 12  | La Equidad             | 26  | 20 | 6  | 8  | 6  | 21 | 21 | 0   |                                   |
| 13  | Once Caldas            | 23  | 20 | 5  | 8  | 7  | 29 | 32 | -3  |                                   |
| 14  | Cortuluá               | 21  | 20 | 5  | 6  | 9  | 22 | 25 | -3  |                                   |
| 15  | Jaguares               | 21  | 20 | 5  | 6  | 9  | 21 | 32 | -11 |                                   |
| 16  | Alianza Petrolera      | 20  | 20 | 3  | 11 | 6  | 17 | 22 | -5  |                                   |
| 17  | Boyacá Chicó           | 17  | 20 | 3  | 8  | 9  | 16 | 29 | -13 |                                   |
| 18  | Cúcuta Deportivo       | 15  | 20 | 2  | 9  | 9  | 16 | 33 | -17 |                                   |
| 19  | Uniautónoma            | 15  | 20 | 3  | 6  | 13 | 30 | 34 | -17 |                                   |
| 20  | Deportivo Pasto        | 9   | 20 | 2  | 3  | 15 | 11 | 44 | -33 |                                   |

### Esquema
|  | Quartas de final | Quartas de final       | Quartas de final | Quartas de final | Quartas de final |       |                 | Semifinal              | Semifinal | Semifinal | Semifinal | Semifinal |  |  | Final    | Final                  | Final | Final | Final |
|  |                  |                        |                  |                  |                  |       |                 |                        |           |           |           |           |  |  |          |                        |       |       |       |
|  | Colômbia         | Independiente Medellín | 3                | 1                | 4                |       |                 |                        |           |           |           |           |  |  |          |                        |       |       |       |
|  | Colômbia         | Junior                 | 0                | 0                | 0                |       |                 |                        |           |           |           |           |  |  |          |                        |       |       |       |
|  | Colômbia         | Junior                 | 0                | 0                | 0                |       | Colômbia        | Independiente Medellín | 0         | 3         | 3         |           |  |  |          |                        |       |       |       |
|  |                  |                        |                  |                  |                  |       | Colômbia        | Independiente Medellín | 0         | 3         | 3         |           |  |  |          |                        |       |       |       |
|  |                  | Colômbia               | Deportes Tolima  | 0                | 1                | 1     |                 |                        |           |           |           |           |  |  |          |                        |       |       |       |
|  | Colômbia         | Colômbia               | Deportes Tolima  | 0                | 1                | 1     | Deportes Tolima | 2                      | 3         | 5         |           |           |  |  |          |                        |       |       |       |
|  | Colômbia         |                        |                  |                  |                  |       | Deportes Tolima | 2                      | 3         | 5         |           |           |  |  |          |                        |       |       |       |
|  | Colômbia         | Atlético Huila         | 1                | 2                | 3                |       |                 |                        |           |           |           |           |  |  |          |                        |       |       |       |
|  |                  |                        |                  |                  |                  |       |                 |                        |           |           |           |           |  |  | Colômbia | Independiente Medellín | 0     | 1     | 1     |
|  |                  |                        | Colômbia         | Deportivo Cali   | 1                | 1     | 2               |                        |           |           |           |           |  |  |          |                        |       |       |       |
|  | Colômbia         | Deportivo Cali         | 3                | 1                | 4                |       |                 |                        |           |           |           |           |  |  |          |                        |       |       |       |
|  | Colômbia         | Atlético Nacional      | 3                | 0                | 3                |       |                 |                        |           |           |           |           |  |  |          |                        |       |       |       |
|  | Colômbia         | Atlético Nacional      | 3                | 0                | 3                |       | Colômbia        | Deportivo Cali         | 2         | 1         | 3 (4)     |           |  |  |          |                        |       |       |       |
|  |                  |                        |                  |                  |                  |       | Colômbia        | Deportivo Cali         | 2         | 1         | 3 (4)     |           |  |  |          |                        |       |       |       |
|  |                  | Colômbia               | Millonarios      | 3                | 0                | 3 (3) |                 |                        |           |           |           |           |  |  |          |                        |       |       |       |
|  | Colômbia         | Colômbia               | Millonarios      | 3                | 0                | 3 (3) | Envigado F.C.   | 0                      | 3         | 4         |           |           |  |  |          |                        |       |       |       |
|  | Colômbia         |                        |                  |                  |                  |       | Envigado F.C.   | 0                      | 3         | 4         |           |           |  |  |          |                        |       |       |       |
|  | Colômbia         | Millonarios            | 4                | 2                | 6                |       |                 |                        |           |           |           |           |  |  |          |                        |       |       |       |

| Campeão Colombiano 2015 Apertura 2015 |
| Colômbia                              |
| ------------------------------------- |
| Deportivo Cali (9° título)            |

## Torneio Clausura

### Classificação
| Pos | Equipes                | Pts | J  | V  | E | D  | GM | GS | SG  | Classificação ou rebaixamento     |
| --- | ---------------------- | --- | -- | -- | - | -- | -- | -- | --- | --------------------------------- |
| 1   | Atlético Nacional.     | 45  | 20 | 14 | 3 | 3  | 33 | 7  | +26 | Classificados às Quartas de Final |
| 2   | Junior                 | 36  | 20 | 11 | 3 | 6  | 31 | 28 | +8  | Classificados às Quartas de Final |
| 3   | Tolima                 | 35  | 20 | 10 | 5 | 5  | 23 | 14 | +9  | Classificados às Quartas de Final |
| 4   | Independiente Medellín | 35  | 20 | 10 | 5 | 5  | 23 | 18 | +5  | Classificados às Quartas de Final |
| 5   | Once Caldas            | 34  | 20 | 9  | 7 | 4  | 25 | 14 | +11 | Classificados às Quartas de Final |
| 6   | Alianza Petrolera      | 33  | 20 | 9  | 6 | 5  | 18 | 12 | +6  | Classificados às Quartas de Final |
| 7   | Deportivo Cali         | 32  | 20 | 9  | 5 | 6  | 30 | 26 | +4  | Classificados às Quartas de Final |
| 8   | Independiente Santa Fe | 31  | 20 | 8  | 7 | 5  | 26 | 15 | +11 | Classificados às Quartas de Final |
| 9   | Patriotas              | 31  | 20 | 9  | 4 | 7  | 24 | 19 | +5  |                                   |
| 10  | Deportivo Pasto        | 30  | 20 | 9  | 3 | 8  | 25 | 26 | -1  |                                   |
| 11  | Millonarios            | 28  | 20 | 7  | 7 | 6  | 20 | 16 | +4  |                                   |
| 12  | La Equidad             | 28  | 20 | 8  | 4 | 8  | 22 | 27 | -5  |                                   |
| 13  | Envigado F.C.          | 25  | 20 | 6  | 7 | 7  | 18 | 18 | 0   |                                   |
| 14  | Águilas Doradas        | 24  | 20 | 5  | 9 | 6  | 17 | 16 | +1  |                                   |
| 15  | Cortuluá               | 24  | 20 | 6  | 6 | 8  | 20 | 20 | 0   |                                   |
| 16  | Uniautónoma            | 22  | 20 | 6  | 4 | 10 | 18 | 26 | -8  |                                   |
| 17  | Boyacá Chicó           | 17  | 20 | 4  | 5 | 11 | 10 | 29 | -19 |                                   |
| 18  | Atlético Huila         | 16  | 20 | 3  | 7 | 10 | 12 | 28 | -16 |                                   |
| 19  | Cúcuta Deportivo       | 12  | 20 | 3  | 3 | 14 | 15 | 37 | -22 |                                   |
| 20  | Jaguares               | 10  | 20 | 2  | 4 | 14 | 16 | 35 | -19 |                                   |

### Esquema
|  | Quartas de final | Quartas de final       | Quartas de final       | Quartas de final       | Quartas de final |   |                        | Semifinal         | Semifinal | Semifinal | Semifinal | Semifinal |  |  | Final    | Final  | Final | Final | Final |
|  |                  |                        |                        |                        |                  |   |                        |                   |           |           |           |           |  |  |          |        |       |       |       |
|  | Colômbia         | Once Caldas            | 1                      | 1                      | 2                |   |                        |                   |           |           |           |           |  |  |          |        |       |       |       |
|  | Colômbia         | Tolima                 | 0                      | 3                      | 3                |   |                        |                   |           |           |           |           |  |  |          |        |       |       |       |
|  | Colômbia         | Tolima                 | 0                      | 3                      | 3                |   | Colômbia               | Tolima            | 0         | 0         | 0         |           |  |  |          |        |       |       |       |
|  |                  |                        |                        |                        |                  |   | Colômbia               | Tolima            | 0         | 0         | 0         |           |  |  |          |        |       |       |       |
|  |                  | Colômbia               | Junior                 | 1                      | 1                | 2 |                        |                   |           |           |           |           |  |  |          |        |       |       |       |
|  | Colômbia         | Colômbia               | Junior                 | 1                      | 1                | 2 | Independiente Santa Fe | 2                 | 1         | 3         |           |           |  |  |          |        |       |       |       |
|  | Colômbia         |                        |                        |                        |                  |   | Independiente Santa Fe | 2                 | 1         | 3         |           |           |  |  |          |        |       |       |       |
|  | Colômbia         | Junior                 | 1                      | 3                      | 4                |   |                        |                   |           |           |           |           |  |  |          |        |       |       |       |
|  |                  |                        |                        |                        |                  |   |                        |                   |           |           |           |           |  |  | Colômbia | Junior | 2     | 0     | 2     |
|  |                  |                        | Colômbia               | Atlético Nacional (gf) | 1                | 1 | 2                      |                   |           |           |           |           |  |  |          |        |       |       |       |
|  | Colômbia         | Deportivo Cali         | 0                      | 1                      | 1                |   |                        |                   |           |           |           |           |  |  |          |        |       |       |       |
|  | Colômbia         | Atlético Nacional      | 0                      | 3                      | 3                |   |                        |                   |           |           |           |           |  |  |          |        |       |       |       |
|  | Colômbia         | Atlético Nacional      | 0                      | 3                      | 3                |   | Colômbia               | Atlético Nacional | 0         | 2         | 2         |           |  |  |          |        |       |       |       |
|  |                  |                        |                        |                        |                  |   | Colômbia               | Atlético Nacional | 0         | 2         | 2         |           |  |  |          |        |       |       |       |
|  |                  | Colômbia               | Independiente Medellín | 1                      | 0                | 1 |                        |                   |           |           |           |           |  |  |          |        |       |       |       |
|  | Colômbia         | Colômbia               | Independiente Medellín | 1                      | 0                | 1 | Alianza Petrolera      | 0                 | 0         | 0         |           |           |  |  |          |        |       |       |       |
|  | Colômbia         |                        |                        |                        |                  |   | Alianza Petrolera      | 0                 | 0         | 0         |           |           |  |  |          |        |       |       |       |
|  | Colômbia         | Independiente Medellín | 2                      | 4                      | 6                |   |                        |                   |           |           |           |           |  |  |          |        |       |       |       |

| Campeão Colombiano 2015 Finalización 2015 |
| Colômbia                                  |
| ----------------------------------------- |
| Atlético Nacional (15° título)            |

1. ↑  http://www.meusresultados.com/futebol/colombia/liga-aguila/